# André Lagache

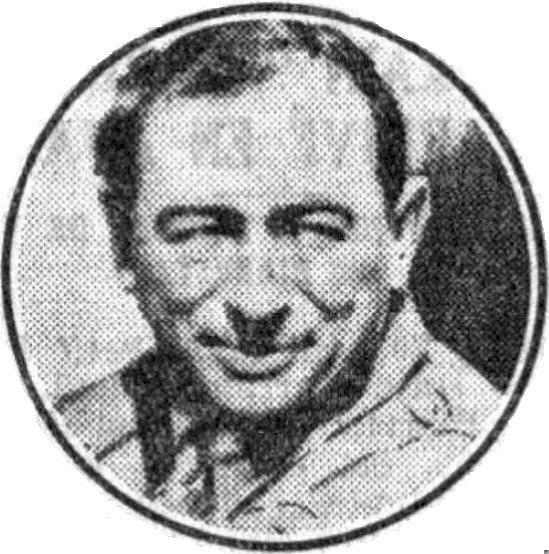
André Lagache 1926

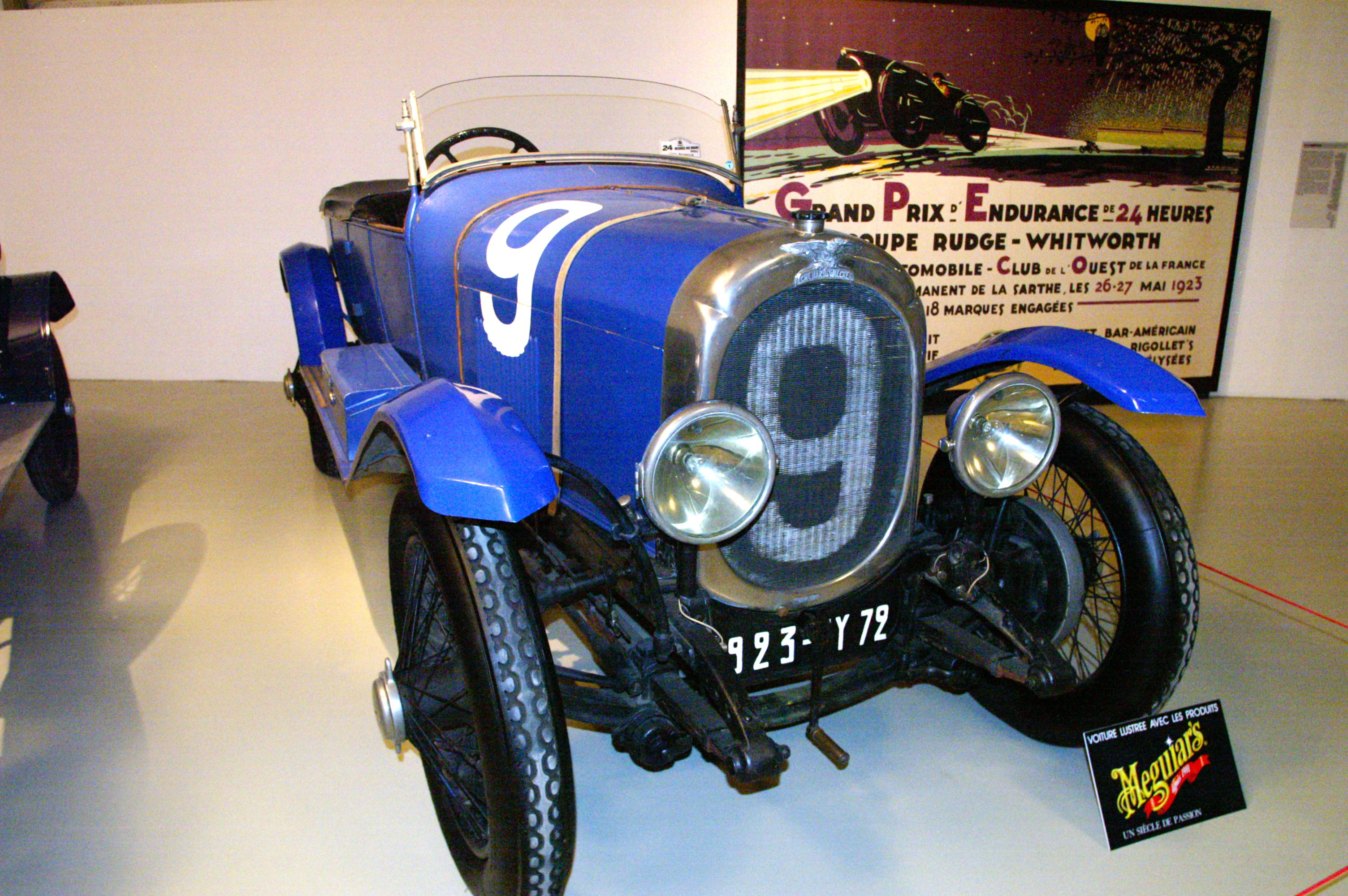
Der Chenard & Walcker Sport mit der Startnummer 9. Der erste Siegerwagen der 24 Stunden von Le Mans, gefahren von André Lagache und René Leonhard

André Ernest Paul Lagache (* 21. Januar 1885 in Pantin; † 2. Oktober 1938 in Satory) war ein französischer Autorennfahrer und 1923 der erste Gewinner des 24-Stunden-Rennens von Le Mans.

## Karriere
Lagache arbeitete als Ingenieur bei Chenard & Walcker, gründete (und war teilweise Namensgeber) die Firma F.A.R. und wurde von der Geschäftsleitung des französischen Automobilherstellers ausgewählt, gemeinsam mit René Léonard deren Chenard & Walcker Sport beim ersten 24-Stunden-Rennen in Le Mans 1923 zu pilotieren. Nach 128 Runden und 2209 zurückgelegten Kilometern distanzierten die beiden ihre Landsleute und Teamkollegen Raoul Bachmann und Christian Dauvergne um vier Runden.
Lagache war auch 1924 und 1925 für Chenard & Walcker in Le Mans am Start. Beide Male, wieder war Rene Léonard sein Teamkollege, schied er nach technischen Defekten vorzeitig aus, 1924 nach 26 gefahrenen Runden und 1925 nach 90 Runden.
1925 gewann der Franzose ein weiteres Langstreckenrennen. Erneut mit Léonard als zweitem Fahrer blieb er bei den 24 Stunden von Spa-Francorchamps erfolgreich.
Er gründete in Gennevilliers die Firma Lagache et Glaszmann, die Anhänger und Zugmaschinen herstellte und 1920 in der Trains Cehnard & Walcker FAR aufging, wobei sich FAR auf die Vornamen von Fritz Glaszmann, André Lagache und Raymond Glaszmann sind, die eine Sattelkupplung entwickelt hatten. Bei einer Vorführung der Produkte der Firma verunglückte André Lagache im Oktober 1938 tödlich.

## Statistik

### Le-Mans-Ergebnisse
| Jahr | Team              | Fahrzeug                          | Teamkollege  | Platzierung | Ausfallgrund |
| ---- | ----------------- | --------------------------------- | ------------ | ----------- | ------------ |
| 1923 | Chenard & Walcker | Chenard & Walcker Sport           | René Léonard | Gesamtsieg  |              |
| 1924 | Chenard & Walcker | Chenard-Walcker Type U 22CV Sport | René Léonard | Ausfall     | Wagenbrand   |
| 1925 | Chenard & Walcker | Chenard-Walcker Type U 22CV Sport | René Léonard | Ausfall     | Motorschaden |

### 24-St-Spa-Ergebnisse
| Jahr | Team              | Fahrzeug                          | Teamkollege  | Platzierung | Ausfallgrund |
| ---- | ----------------- | --------------------------------- | ------------ | ----------- | ------------ |
| 1924 | Chenard & Walcker | Chenard & Walcker 2-Litre 10/12CV | André Pisart | Rang 2      |              |
| 1925 | Chenard & Walcker | Chenard-Walcker Type U 22CV Sport | René Léonard | Gesamtsieg  |              |
| 1926 | Chenard & Walcker | Chenard-Walcker Z1 Spéciale       | René Léonard | Rang 3      |              |